# Miroslava Vospernik
Miroslava Vospernik (rojena Piberl), slovenska šahistka, * 10. februar 1939, Maribor.
Miroslava Vospernik je bila večkratna slovenska prvakinja pred osamosvojitvijo Slovenije. V letu 1961 je delila prvo mesto na državnem prvenstvu SFRJ, kar je njen največji uspeh v karieri. Bila je tudi večkratna reprezentantka, že od mladega pa nastopa za šahovski klub Maribor s katerim je osvojila številne naslove tako v sedanji, kot tudi v bivši skupni državi. Od leta 1985 se ponaša z nazivom šahovske mojstrice.